# یوگن لاپینسکی
یوگن لاپینسکی (اوکراینی: Євген Валентинович Лапинський؛ ۲۳ مارس ۱۹۴۲ – ۲۹ سپتامبر ۱۹۹۹) بازیکن والیبال اوکراینی‌تبار اهل شوروی بود.